# 2017年津巴布韦政变
2017年11月14日晚间至15日凌晨，津巴布韦军队进入首都哈拉雷，并攻占了多处政府设施和国营电视台。随后津巴布韦执政党津巴布韦非洲民族联盟－爱国阵线（ZANU–PF）宣布总统罗伯特·穆加贝已被扣押，但军方和执政党均否认此次行动是“政变”。最终在津巴布韦议会启动弹劾程序之时，11月21日穆加贝宣佈辞职。

## 背景

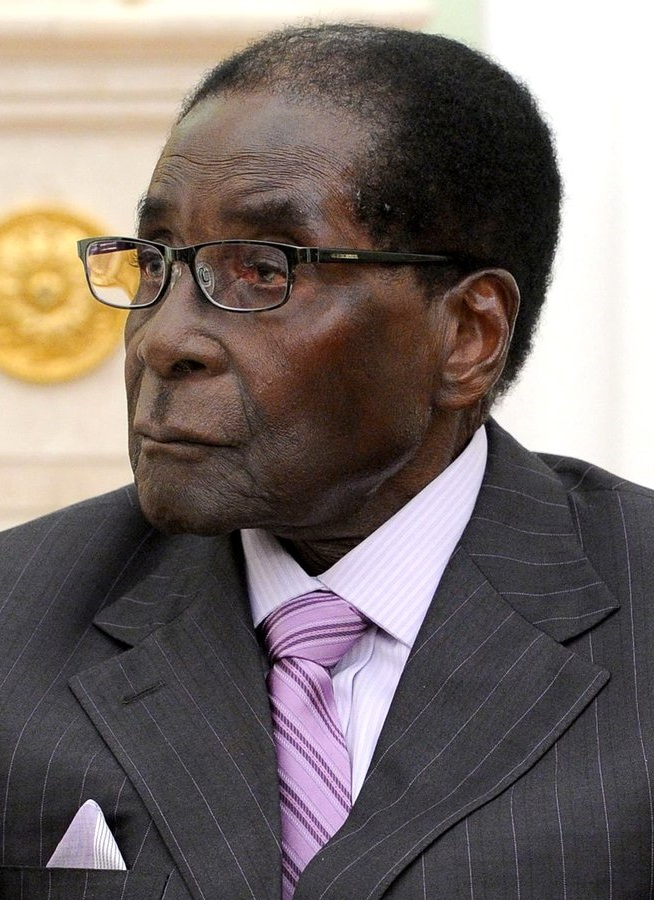
时任津巴布韦总统罗伯特·穆加贝。

自1980年津巴布韦独立以来，穆加贝就一直担任津巴布韦的实际领导人。外界认为穆加贝的继承人问题是此次政变的导火索。围绕这一问题，津巴布韦执政党内部权力争斗日渐白热化，党内分为两派，一派以前副总统埃默森·姆南加古瓦为首，该派别以曾追随穆加贝推翻英国殖民统治、争取国家独立的元老为主；另一派以穆加贝的第二任夫人格蕾丝·穆加贝为首，被认为是党内的“少壮派”。
此前姆南加古瓦一直被认为是穆加贝的接班人。然而到了2017年11月5日，格蕾丝·穆加贝宣称自己已准备好继任总统；第二天，穆加贝突然解除了与军方关系密切的姆南加古瓦的职务，并指责他急于上位；8日，姆南加古瓦称自己人身安全遭到威胁，离开了津巴布韦。11月13日，津巴布韦国防军司令康斯坦蒂诺·奇文加上將警告称，若执政党不结束内斗，军方将“毫不犹豫地介入”，外界认为这是在回應穆加贝解除姆南加古瓦职务一事。执政党随后在官方媒体和网络社交平台账号上指责奇文加的“叛国”行为。

## 过程
2017年11月14日夜，津巴布韦国防军多辆战车包围首都哈拉雷，封锁通往政府办公室、国会大楼与法庭的道路，包围了总统穆加贝的私宅，并且占领了国有的津巴布韦广播公司。占领电视台的政变军人发布声明，否认这次行动是一场政变，称穆加贝“仍然健在并安全”，并称军方的行动“只是针对总统身边的犯罪分子”，一旦任务结束，一切将回归常态。《纽约时报》的报道称，军方已扣留穆加贝。军方之后还逮捕了津巴布韦财政部长伊格内修斯·琼博，琼博是执政党支持格蕾丝·穆加贝的“G40”派系首领。在此期间，哈拉雷多处传来枪声和爆炸声。
15日，政变者通过执政党的官方账号在Twitter上连发数条推文，证实穆加贝已遭扣押，并称穆加贝及其家人均是安全的。执政党称，“没有发生政变，只有‘没有流血的政权更迭’，逮捕了一些涉嫌腐败分子和破坏分子，拘捕的是一位被自己妻子所骗的老人”，并宣布“津巴布韦和非洲民族联盟都不属于穆加贝和他的妻子。今天将开始一个崭新的时代，埃默森·姆南加古瓦同志将带领我们走向一个更好的津巴布韦”。
16日，穆加贝在政变发生后首次露面，在总统官邸会见了国防军司令奇文加、神父菲德里斯·穆孔诺瑞（Fidelis Mukonori）以及南非特使。另据报道，穆加贝当天在总统官邸与奇文加展开谈判，但他拒绝立即下台，坚持自己是津巴布韦唯一合法总统。
17日，穆加贝出席了哈拉雷一所大学的毕业典礼，为政变后首次出席公开活动。另外当天执政党发起动议，计划于19日“移除”穆加贝的职务，并威胁称，如果穆加贝坚持不交出权力，就将在21日发起弹劾。
18日，上万名示威者举行集会，要求穆加贝下台。19日，执政党通过决议，罢免穆加贝的执政党第一书记一职，并选举姆南加古瓦为新任第一书记；同日，穆加贝发表电视讲话，并未提及辞职一事。
21日，在议会启动弹劾程序之际，穆加贝在写给津巴布韦议会的信中宣布辞职。

## 反应

### 津巴布韦国内
民主变革运动的副领导人纳尔逊·沙米萨 - 津巴布韦的主要反对党茨万吉拉伊呼吁“和平，宪政，民主化，法治和人类生命的尊严”。另外一个反对党领导人泰达·比迪呼吁通过过渡政府和与地区组织的对话，使“路线图恢复合法性”。在2016 - 17年的抗议活动中被捕的牧师和公民活动家埃文·马瓦尔（Evan Mawarire）要求公民“保持冷静和充满希望，警觉而又祈祷”，而这场危机是公民积极分子工作的“顶点”。津巴布韦民族解放战争退伍军人协会领导人，姆南加瓜盟友克里斯多夫·穆茨万戈赞扬了康斯坦丁诺·奇翁加军队“严肃篡改权力的毫不留情”，并希望军队能够恢复津巴布韦的“真正的民主”。 前副总统Joju Mujuru呼吁以经济复苏和选举改革为重点的过渡政府。
在津巴布韦的Golix比特币交易所，加密货币比特币的价值增加到每比特币13,499美元，几乎是国际市场价值的两倍。

### 国际社会
政变发生后，美国、英国、加拿大等国驻津巴布韦大使馆提醒本国公民注意安全，一些国家大使馆还提醒本国公民暂时不要外出，加拿大和欧盟驻津巴布韦外交机构还因此闭馆一日。除此之外，中华人民共和国驻津大使馆还要求在津巴布韦的中华人民共和国公民“不信谣，不传谣”，并且不在公共场合发表任何对津政局变化的评价。